# Franko
Franko je odborný obchodní a dopravní termín, kterým označujeme platební záznam, platební podmínku, doložku či ujednání, jež vyjadřuje povinnost dodavatele nebo odesílatele k úhradě určité peněžní částky spojené s náklady na dopravu zboží nebo předmětu až do místa určení, tj. do dohodnutého místa.

## Běžný poštovní styk
V běžném poštovním styku se tento pojem dá ztotožnit s běžným termínem poštovné placené odesilatelem, tedy vyplaceně, bezplatně pro adresáta. Odtud pak pochází pojem frankování poštovních zásilek, jenž v běžné všední praxi znamená nalepení poštovní známky v příslušné hodnotě nebo označení zásilky frankotypem pomocí razítkovacího stroje.

## Obchodní styk
V mezinárodním obchodním styku se pak používají obvykle termíny :
- franko hranice – dodavatel hradí náklady až na státní hranice, tedy vyplaceně hranice
- franko sklad – dodavatel hradí náklady až do skladu odběratele (objednatele), tedy vyplaceně sklad